# Aníbal Quijano
Aníbal Quijano Obregón (né le 17 novembre 1928 à Yanama en province de Yungay et mort le 31 mai 2018 à Lima) est un sociologue et théoricien politique péruvien. Professeur à l'Université d'État de New York à Binghamton et membre du Groupe modernité/colonialité, il développa le concept de colonialité du pouvoir et son œuvre reste fondamentale au sein des études décoloniales et de la subalternité.
Son concept de colonialité du pouvoir a été repris et enrichi par la philosophe féministe argentine María Lugones, qui a forgé le concept de colonialité du genre.

## Œuvres